# Juan Melenchón
Juan Melenchón Pérez (Mazarrón, Región de Murcia, España, 27 de enero de 1908-Castellón de la Plana, 11 de diciembre de 1983) fue un futbolista español de los años 1920, 1930 y 1940 que jugaba como defensa.

## Biografía
Juan Melenchón empieza a jugar con el Granollers en 1924. En 1927, ficha por el FC Gràcia. En 1929, es fichado por el Valencia CF donde se queda hasta el año 1937. En 1937, juega con el Gimnástico de Levante (1937-1938).
En 1938, es fichado por el FC Barcelona. En plena Guerra civil, juega cinco partidos de la Liga catalana ganada por el Barça en 1938. En 1939, vuelve al Valencia CF.
En 1940, ficha por el Granada CF, y en 1941 por el CD Castellón con quien juega en Primera división. Se queda en el Castellón hasta 1944, año en el que pone fin a su carrera de jugador. Ha jugado un total de 101 partidos en Primera división durante su carrera.

## Palmarés
Con el FC Barcelona:
- Campeón de la Liga catalana en 1938.